# Виленская волость
Виленская волость — административная единица в Михайловском уезде Рязанской губернии Российской империи и РСФСР.
Административный центр — Виленка.
В Виленке находилась единственная церковно-приходская школа, состоящая из 4-х классов.
Учителями в этой школе были попы и монахи, которые своё воспитание сводили в основном к учению молитв.
Нередко дети учились у грамотных крестьян или странствующих учителей.
До Октябрьской революции в Виленской волости было большое количество населения, но не было грамотных (всего грамотных: мужчин — 472, женщин — 18, мальчиков — 94, девочек — 1), которые смогли бы работать в волости.
Поэтому писарями в волости обычно работали люди из с. Макова.

## Население
По переписи 1885 года в волости числилось 8037 человек.
Наиболее крупные селения:
- с. Виленка
- с. Лобановские выселки
- с. Проня
- д. Петровские Выселки
- д. Соловьёвка
- д. Каморино
- д. Ново-Николаевка
- д. Малое Треполье
- д. Желватовка
- д. Степановка
- д. Донцы
- д. Бекленевка
- д. Комаревка
- д. Тимофеевка
- д. Савина–Бекленевка